# 阿利斯泰爾·麥克勞德
阿利斯泰尔·麦克劳德（英語：Alistair MacLeod，1936年7月20日—2014年4月20日），加拿大著名短篇小说家。他生于加拿大萨斯喀彻温省北贝特尔福德市，但在十岁时随父母搬回世代居住的老家、位于加拿大东部省份新斯科舍省布雷顿角岛定居。他早年毕业于新斯科舍师范学院，成了一名学校教师，后来，他相继在新斯科舍省的圣方济各•沙勿略大学和新不伦瑞克大学攻读学士和硕士学位，1968年在美国圣母大学获得博士学位。年轻时为了维持学业，他做过伐木工、煤矿工人和渔夫。
1969年，在印第安纳大学英语系执教三年之后，他回到加拿大，在安大略省的温莎大学教授英文和写作，直至退休。麦克劳德创作低产，一生只出版两部短篇小说集《海风中失落的血色馈赠》（1976）、《当鸟儿带来太阳》（1986）和获得都柏林国际文学奖的长篇小说《没什么大不了的》（1999）。2000年，他的加拿大出版社将他早年两部短篇集加上两个新的短篇小说，出版短篇小说合集《岛屿》。
2014年4月，麦克劳德在温莎病逝。